# Demografía de Guinea Ecuatorial

Evolución de la población ecuatoguineana entre 1960 y 2017. Datos de población en centenares de miles de habitantes.

Guinea Ecuatorial tiene una población joven (el 46.8% no supera los 19 años)  con una tasa de natalidad 30 por cada mil habitantes, y una tasa de mortalidad de 8 muertes por cada mil habitantes. La esperanza de vida es de 60,7 años. Sólo un 4% de la población tiene más de 65 años.
La tasa de alfabetización en los adultos estaba en 1992 en el 52%.
La mayoría de la población vive en las zonas rurales.

## Perfil demográfico

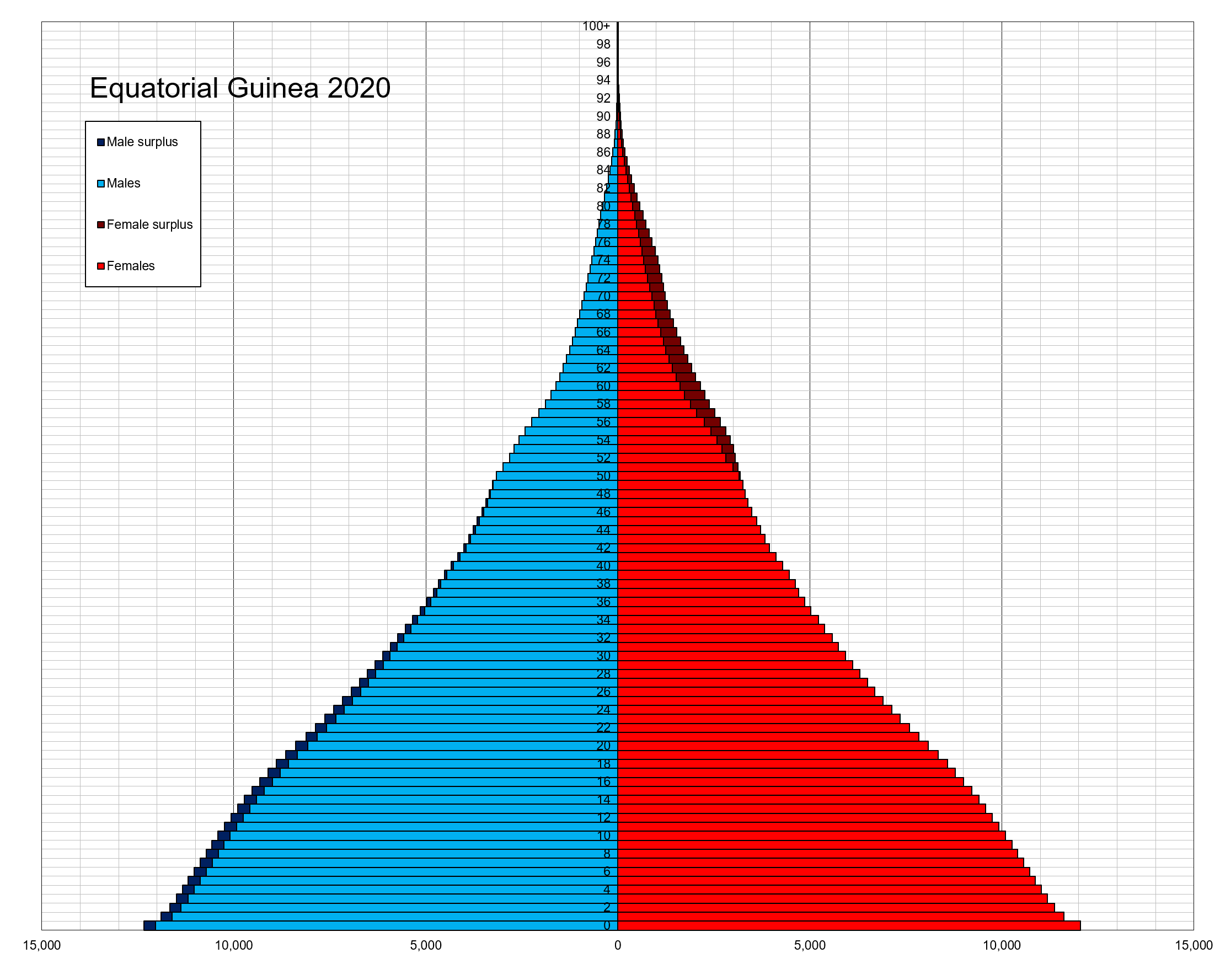
Pirámide de población de Guinea Ecuatorial en 2020.

Guinea Ecuatorial es uno de los países más pequeños y menos poblados del África continental y es el único país africano independiente donde el español es lengua oficial. A pesar del auge de la producción de petróleo en la década de 1990, el autoritarismo, la corrupción y la mala gestión de los recursos han concentrado los beneficios en una pequeña élite. Estas prácticas han perpetuado la desigualdad de ingresos y un desarrollo desequilibrado, como el bajo gasto público en educación y sanidad. El desempleo sigue siendo problemático porque la economía dominada por el petróleo emplea a una pequeña mano de obra que depende de trabajadores extranjeros cualificados. El sector agrícola, principal empleador de Guinea Ecuatorial, sigue deteriorándose debido a la falta de inversiones y a la migración de los trabajadores rurales a las zonas urbanas. Cerca de tres cuartas partes de la población viven por debajo del umbral de la pobreza.
La numerosa y creciente población juvenil de Guinea Ecuatorial - cerca del 60% tiene menos de 25 años - se ve especialmente afectada porque la creación de empleo en los sectores no petroleros es limitada, y los jóvenes no suelen tener las aptitudes necesarias en el mercado laboral. Los niños ecuatoguineanos suelen entrar tarde en la escuela, tienen una baja asistencia y un alto índice de abandono escolar. Miles de guineanos ecuatoguineanos huyeron a través de la frontera con Gabón en la década de 1970 para escapar de la dictadura de MACIAS NGUEMA; un número menor ha seguido en las décadas posteriores. El continuo crecimiento económico desigual y el elevado desempleo juvenil aumentan la probabilidad de violencia étnica y regional.

## Etnias
La población indígena, que representa el 99 % de la población, es esencialmente bantú: fang en la Región Continental o Río Muni y bubi en Bioko. Los principales grupos étnicos se distribuyen de la siguiente forma: fang (72 % de la población, en la Región Continental), bubi (15 %, en Bioko), fernandino (descendientes de fugados de los buques esclavistas y procedentes de la costa occidental africana, en Bioko), annobonés (Isla de Annobón), y las etnias bisió y ndowé en la parte continental, junto a otras pequeñas minorías de inmigrantes nigerianos y cameruneses. Miles deh guineanos huyeron tras  el golpe de Estado del 3 de agosto de 1979 de Teodoro Obiang por el que fue derrocado el presidente Francisco Macías Nguema, quien era tío.

## Idiomas
Los idiomas oficiales son el español, el francés (desde 1998; debido a su integración en la Comunidad Económica y Monetaria de África Central) y el portugués (desde 2007, para obtener la membresía absoluta de la Comunidad de Países de Lengua Portuguesa); aunque ninguno de ellos se habla más que el fang (hablado prácticamente por toda la región), el bubi (Bioko), el igbo y el pichinglis (lengua criolla basada en el inglés), también en Bioko. En la Zona Costera de la Región Continental (Río Muni) se habla el ndowé (kombe, balengue, buikos, etc, etc,...) y el bisió (bujeba). El benga se habla en Corisco y en algunos pueblos costeros de Mbini y Kogo. En la isla de Annobón se habla el annobonense, un idioma local basado en el portugués.

## Religión
La gran mayoría de la población es católica (80'1 %), aunque se profesan otras religiones cristianas (6'8 %), religiones de los antiguos habitantes como el animismo (9'1 %) y existe una minoría islámica (4 %).

## Ciudades
Destacan dos ciudades: Malabo, capital del estado con 230 600 habitantes, situada en Bioko; y Bata, ciudad en la región continental con 211 700 habitantes. Se está construyendo una nueva gran ciudad, Oyala-Ciudad de la Paz, que será la futura capital de la nación y que se espera pueda llegar a tener hasta 200 000 habitantes.

## Nombres
Los ecuatoguineanos suelen tener un nombre español y un nombre africano. Cuando lo escriben, el nombre español es seguido por el africano y por el apellido del padre y el de la madre. Pero hoy en día los ecuatoguineanos pueden poner el nombre que quieran a sus hijos.
Cabe señalar que, en ciertos casos, los apellidos suelen ser en realidad los nombres africanos de los padres y no así los apellidos de éstos, que siguen el mismo patrón. Esto se da principalmente dentro de la etnia fang, en las regiones más internas del país como Mongomo, que no llegaron a tener una fuerte colonización española. Un ejemplo conocido es el del político Teodoro Nguema Obiang Mangue, que es el hijo de Teodoro Obiang Nguema Mbasogo y Constancia Mangue Nsue Okomo.
Otra curiosidad es la de los fernandinos, que se distinguen del resto porque sus apellidos son europeos, principalmente de origen español o inglés.

## Sanidad
En diciembre de 2003, el Ministerio de Sanidad reconoció la existencia en el país de 15 000 personas afectadas por el sida, con una incidencia mayor entre los jóvenes, que representan el 80 % del total. En el año 2005 la cifra de afectados había ascendido hasta 30 450.

## Estadísticas demográficas según el CIA World Factbook
Según los datos de CIA World Factbook, estos son algunos resultados.
Población:
540 109 (est. julio de 2006) (hombres: 263 883; mujeres: 276 226)
551 201 (est. julio de 2007)
616 459 (est. julio de 2008)
Nota: En el censo de 2002, el resultado fue de unos 1 015 000 residentes. .
Distribución por edades:
0-14 años:
41,7 % (hombres 113 083; mujeres 111 989)
15-64 años:
54,5 % (hombres 141 914; mujeres 152 645)
65 años en adelante:
3,8 % (hombres 8886; mujeres 11 592)
(est. 2006)
Índice de crecimiento de la población:
2,05 % (est. 2006)
Nacimientos:
35,59 nacimientos / 1000 habitantes (est. 2006)